# Національний оркестр краю Луари
Національний оркестр краю Луари (фр. Orchestre national des Pays de la Loire) — французький симфонічний оркестр, що базується в містах Анже та Нанті на заході Франції. Оркестр належить одночасно двом містам, його 100 музикантів наполовину складаються з жителів Нанта, а інша половина походить з Анже.
Оркестр був утворений внаслідок злиття оркестру Нантської опери і оркестру Товариства популярних концертів Анже (Société des Concerts Populaires d'Angers) у 1971 році з ініціативи директора музики при міністерстві культури Франції Марселя Ландовського як Філармонійний оркестр краю Луари (Національним називається з 1996 року) .
Оркестр має два приміщення, одне у Конгресовому містечку Нанта і друге на проспекті Монтеня в Анже, в будинку, який вони поділяють з консерваторією Анже.
Перший музичний керівник оркестру П'єр Дерво у записуваннях творів композиторів Вінсента д'Енді, Анрі Рабо та Габріеля П’єрне наповнив звучання оркестру «французьким кольором». Його наступник Марк Сустро популяризував оркестр здійснюючи численні тури по Європі та США. Голландець Губерт Судан розширив репертуар творами Гайдна, Моцарта та Бетховена.
З 2004 року брази́льський диригент Ісак Карабчевський створив аматорський хор, щоб мати можливість виконувати великі хорові твори та ораторії. А також збагатив репертуар творами композиторів кінця XIX — початку ХХ століття: Чайковського, Малера, Стравінського, Бартока.
З вересня 2010 року наступним музичним директором став американський диригент Джон Аксельрод, який народився в Техасі, але працював у Європі з німецькими оркестрами, зокрема з Лейпцизьким оркестром Гевандгауса, Філармонійним оркестром Північнонімецького радіо у Ганновері та з Дрезденським філармонійним оркестром.
З вересня 2014 року музичним директором був призначений Паскаль Рофе́, який збагатив репертуар оркестру чудовими творами Моцарта, Шуберта, Вагнера, Дебюссі. У сезоні 2013—2014 років симфонічний оркестр складався з 106 постійних музикантів і хору з 76 співаків. На його концерти, (понад 200 за рік), приходять приблизно 200 000 слухачів, серед них 9 000 мають абонементи.

## Головні диригенти
- П'єр Дерво[fr] (1971—1976)
- Марк Сустро[fr] (1976—1994)
- Губерт Судан[nl] (1994—2004)
- Ісак Карабчевський[pt] (2004—2010)
- Джон Аксельрод[en] (2010—2014)
- Паскаль Рофе[fr] (з 2014 року)